# Thora Hird

Thora Hird (1974)

Dame Thora Hird DBE (* 28. Mai 1911 in Morecambe, England, Vereinigtes Königreich Großbritannien und Irland; † 15. März 2003 in London-Twickenham, England, Vereinigtes Königreich) war eine britische Schauspielerin bei Bühne, Film und Fernsehen.

## Leben
Nach ihrem Schulabschluss an der Nelson School in ihrem nordwestenglischen Heimatort Morecambe in der Grafschaft Lancashire sammelte Thora Hird erste Schauspielerfahrungen an der dortigen Repertoirebühne, wo sie auch ausgebildet worden war. In dem Stück As You Were, in dem sie eine 65 Jahre alte Frau verkörperte, sah sie der Komiker-Kollege George Formby jr. und lud Thora kurz nach Ausbruch des Zweiten Weltkriegs nach London ein, um sich einem Filmtest zu unterziehen. Thora Hird erhielt 1940 von den Ealing Studios einen Vertrag und gab daraufhin ihr Debüt an der Seite von Formbys größtem Filmkomiker-Rivalen jener Zeit, Will Hay, in der Komödie „The Black Sheep of Whitehall“.
Thora Hirds Filmkarriere verlief viele Jahre lang ohne Höhen und Tiefen. Meist ließ man sie sauertöpfische Vermieterinnen, ältliche Schachteln oder neugierige Nachbarinnen und nörgelnde Mütter spielen. Erst die von der Nouvelle Vague beeinflussten Filmemacher des Free Cinema, die einen neuen, realistisch-sozialkritischen Blickwinkel im britischen Film anstrebten, gaben der als Theaterkünstlerin bereits fest etablierten Hird kleine, wenngleich lohnende Aufgaben – überwiegend Mutterrollen. Thora Hird spielte an der Seite von Laurence Olivier die Ada Lapford in Tony Richardsons „Der Komödiant“, einem Psychogramm eines persönlichen Niedergangs, die dominante, schikanöse Schwiegermutter von Alan Bates, Mrs. Rothwell, in John Schlesingers Fabrikarbeiter- und Gesellschaftsporträt „Nur ein Hauch Glückseligkeit“, sowie die Mrs. Taylor in Peter Glenvilles „Spiel mit dem Schicksal“, deren Tochter einen sehr viel älteren Lehrer (erneut Olivier) aus verschmähter Liebe wahrheitswidrigerweise der Vergewaltigung bezichtigt.
Thora Hird, die 1993 als Dame Commander des Order of the British Empire in den Adelsstand gehoben wurde, hat seit 1947 auch in einer Fülle von Fernsehfilmen bzw. Serien (darunter ‘The Winslow Boy’, ‘The Bachelor’, ‘What Happens to Love?’, ‘The Witching Hour’, ‘So Many Children’, ‘The Queen Came By’, ‘Romeo and Juliet’, ‘The First Lady’, ‘In Loving Memory’, ‘Flesh and Blood’, ‘Intensive Care’, ‘Perfect Scoundrels’, ‘Pat & Margaret’) mitgewirkt. Bis zuletzt sah man sie in der seit 1986 ausgestrahlten Serie ‘Last of the Summer Wine’; die letzte Folge mit Thora Hird wurde einen Tag nach ihrem Tode im Alter von 91 Jahren ausgestrahlt.

## Ehrungen und Privates
Dame Thora Hird hatte in ihrem Leben zahlreiche Ehrungen (Doktorwürde 1989) und Preise (Lifetime Achievement Award 1998, BAFTA-Award 1989, ‘99 und 2000, Emmy 2000) erhalten. Sie starb infolge eines Schlaganfalls in einem Altersheim für Künstler im Londoner Stadtteil Twickenham.
Ihre Tochter ist die Schauspielerin Janette Scott.

## Filmografie (Auswahl)
- 1941: Black Sheep of Whitehall
- 1942: Die nächsten Angehörigen (The Next of Kin)
- 1942: Ein gefährliches Unternehmen (The Foreman Went to France)
- 1944: 2000 Women
- 1947: The Courtneys of Curzon Street
- 1947: Starke Herzen (My Brother Jonathan)
- 1948: Corridors of Mirrors
- 1948: The Blind Goddess
- 1948: Wettfahrt mit dem Tode (Once a Jolly Swagman)
- 1949: Drum prüfe wer sich ewig bindet (Fools Rush In)
- 1949: Maytime in Mayfair
- 1949: Die Rivalin (Madness of the Heart)
- 1949: Verschwörer (Conspirator)
- 1950: The Cure of Love
- 1950: The Magnet
- 1951: Der galoppierende Major (The Galloping Major)
- 1951: Der wunderbare Flimmerkasten (The Magic Box)
- 1952: Time Gentlemen Please!
- 1952: Meineid (The Long Memory)
- 1953: An der Straßenecke (Street Corner)
- 1953: Frauen auf Abwegen (Turn the Key Softly)
- 1953: Background
- 1953: A Day to Remember
- 1953: Gefahr für Barbara (Personal Affair)
- 1954: Verliebt, verlobt und nicht verheiratet (One Good Turn)
- 1954: The Love Match
- 1955: Simon und Laura (Simon and Laura)
- 1955: Schock (The Quatermass Experiment)
- 1955: Täter unbekannt (Lost)
- 1955: Auf der schwarzen Liste (Tiger by the Tail)
- 1956: Home and Away
- 1956: Sailor Beware!
- 1957: The Good Companions
- 1957: Es begann, als sie nein sagte (These Dangerous Years)
- 1958: Noch mehr Ärger mit der Army (Further Up the Creek)
- 1959: Der Komödiant (The Entertainer)
- 1961: Nur ein Hauch Glückseligkeit (A Kind of Loving)
- 1962: Spiel mit dem Schicksal (Term of Trial)
- 1963: Schule des süßen Lebens (Bitter Harvest)
- 1963–1966: Meet the Wife (Fernsehserie)
- 1964: Verführung will gelernt sein (Rattle of a Simple Man)
- 1968–1969: The First Lady (Fernsehserie)
- 1969: Die eine will’s, die andere nicht (Some Will, Some Won’t)
- 1969–1970: Ours is a Nice House (Fernsehserie)
- 1971: Das Loch in der Tür (The Nightcomers)
- 1979–1986: Bei uns liegen sie richtig (In Loving Memory; Fernsehserie, 36 Folgen)
- 1980–1992: Flesh and Blood (Fernsehserie)
- 1983–1984: Hallelujah! (Fernsehserie)
- 1986–2003: Last of the Summer Wine (Fernsehserie)
- 1987: Consuming Passions aiting for the Telegram
- 1989, 1990: Der Doktor und das liebe Vieh (All Ceatures Great and Small; Fernsehserie, 2 Folgen)
- 1994: Heartbeat (Fernsehserie, 1 Folge)
- 1999: Julie and the Cadillacs